# Beech Grove
Beech Grove è una città degli Stati Uniti d'America situata nella Contea di Marion, nello Stato dell'Indiana.
La popolazione era di 14 880 abitanti nel censimento del 2000.